# Hugh De Lacy (Politiker)

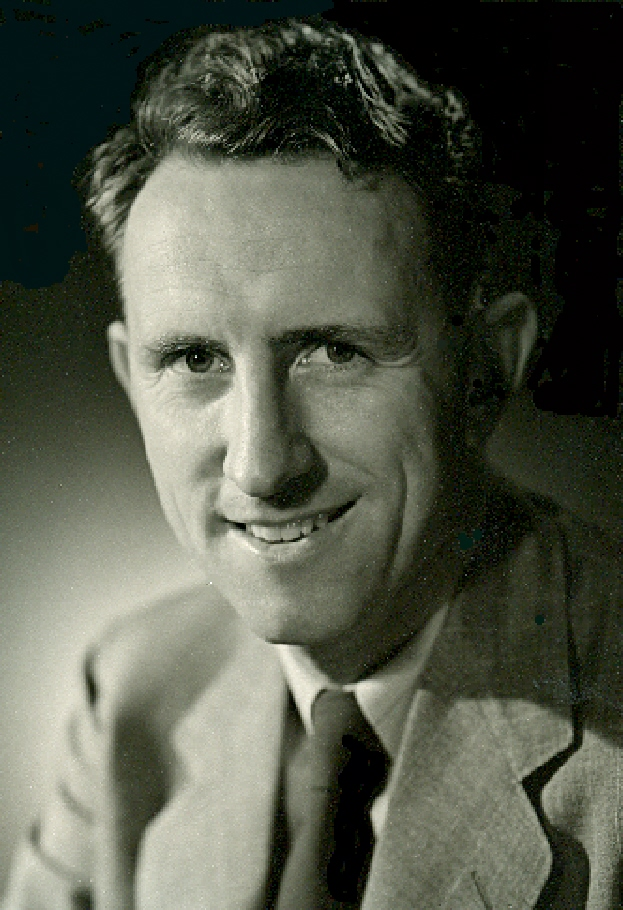
Hugh De Lacy

Emerson Hugh De Lacy (* 9. Mai 1910 in Seattle, Washington; † 19. August 1986 in Soquel, Kalifornien) war ein US-amerikanischer Politiker. Zwischen 1945 und 1947 vertrat er den Bundesstaat Washington im US-Repräsentantenhaus.

## Werdegang
Hugh De Lacy besuchte zunächst die Queen Anne Public School und studierte danach bis 1932 an der University of Washington in Seattle. Danach unterrichtete er zwischen 1933 und 1937 das Fach Englisch an dieser Universität. Zwischen 1937 und 1940 war er Mitglied im Stadtrat von Seattle. Von 1940 bis 1944 arbeitete er als Maschinist auf einer Schiffswerft in Seattle. Damals gab er auch die monatliche Fachzeitschrift Bulletin of Machinists Union heraus.
Politisch war De Lacy Mitglied der Demokratischen Partei. Bei den Kongresswahlen des Jahres 1944 wurde er im ersten Wahlbezirk des Staates Washington in das US-Repräsentantenhaus in Washington, D.C. gewählt, wo er am 3. Januar 1945 die Nachfolge von Warren G. Magnuson antrat. Da er bei den Wahlen des Jahres 1946 dem Republikaner Homer Jones unterlag, konnte er bis zum 3. Januar 1947 nur eine Legislaturperiode im Kongress absolvieren. In dieser Zeit endete der Zweite Weltkrieg. De Lacy war Mitglied im Ausschuss für maritime Angelegenheiten. Er war gegen die Abschaffung der während des Krieges praktizierten Preiskontrolle und gegen die Einrichtung des Ausschusses für unamerikanische Umtriebe. Daraufhin wurde er von seinen Gegnern als Kommunistenfreund bezeichnet.
Nach seinem Ausscheiden aus dem US-Repräsentantenhaus zog De Lacy in den Mittleren Westen der Vereinigten Staaten. Zwischen 1948 und 1950 leitete er die Progressive Party in Ohio. Von 1951 bis 1958 arbeitete er als Zimmermann in Cleveland. Danach zog er nach Los Angeles, wo er bis 1967 eine Vertragsfirma im Baugewerbe leitete. Im Jahr 1975 bereiste er auf Einladung der chinesischen Regierung die Volksrepublik China, in Anerkennung seiner Verdienste, die er sich bei der Verbesserung der bilateralen Beziehungen erworben hatte.
DeLacy hatte zwei Brüder: Allan C. De Lacy, langjähriger Professor für Fischereiwesen an der University of Washington, und Phillip DeLacy, ein herausragender Gräzist. Hugh De Lacy starb am 19. August 1986 in Soquel.